# HIP 5158 b
HIP 5158 b는 K형 주계열성 HIP 5158 주위를 돌고 있는 외계 행성이다. 이 행성은 지구로부터 약 146.1광년 떨어진 곳에 있다. HIP 5158 b의 질량은 최소 목성의 약 1.3배에 항성으로부터 약 0.85 천문단위 떨어져 있으며(이는 금성과 지구의 중간 정도 거리이다) 어머니 별을 344일에 1회 돈다. 아직 이 행성의 이심률과 궤도경사각은 정확히 밝혀지지 않았다. 2009년 10월 19일 Lo Curto 연구진이 칠레 소재 라 실라 천문대 HARPS를 이용, 이 행성을 발견했다. HARPS는 같은 날 30개의 행성을 동시에 발견했는데, HIP 5158 b는 그중 하나이다.
좌표:  01h 06m 02.0482s, −22° 27′ 11.350″